# Tala Abujbara
Tala Abujbara (en arabe : تالا أبو جبارة), née le 22 juillet 1992 est une rameuse qatarienne.

## Biographie
Tala Abujbara étudie aux États-Unis au Williams College, elle joue au basket-ball et se fait remarquer par un coach en aviron pour son physique athlétique. Elle rejoint alors l'équipe d'aviron de l'université. De retour au Qatar, elle ne trouve personne d'autre pour ramer donc elle se met au skiff. Elle se fait connaître en 2018 lors des Championnats du monde d'aviron où elle termine 3e de la finale D.
Elle termine en 2e position de la Finale E lors des Championnats du monde d'aviron 2019 et se qualifie en skiff aux Jeux olympiques d'été de 2020 à Tokyo.
Tala Abujbara est également diplômée d'HEC Paris.